# Zhendong (ort i Kina, Liaoning Sheng, lat 42,63, long 123,22)
Zhendong (kinesiska: 镇东, 方家屯镇) är en ort i Kina. Den ligger i provinsen Liaoning, i den nordöstra delen av landet, omkring 93 kilometer norr om provinshuvudstaden Shenyang. Antalet invånare är 17 546. Befolkningen består av 8 590 kvinnor och 8 956 män. Barn under 15 år utgör 12,0 %, vuxna 15-64 år 77 %, och äldre över 65 år 9,0 %.
Runt Zhendong är det ganska tätbefolkat, med 179 invånare per kvadratkilometer. Närmaste större samhälle är Kangping, 16,1 km nordost om Zhendong. Trakten runt Zhendong består till största delen av jordbruksmark.
Genomsnittlig årsnederbörd är 980 millimeter. Den regnigaste månaden är juli, med i genomsnitt 191 mm nederbörd, och den torraste är januari, med 8 mm nederbörd.